# András Kulja
András Kulja (maďarsky Kulja András; * 17. září 1989, Nagykálló) je maďarský influencer, lékař a politický aktivista, od července 2024 poslanec Evropského parlamentu zvolen za stranu Respekt a svoboda (TISZA) a zasedající v parlamentní frakci Evropské lidové strany (EPP).

## Politická kariéra
Na jaře roku 2024 vyslyšel výzvu Pétera Magyara, místopředsedy strany Respekt a svoboda (TISZA), který skrze média hledal vhodné osobnosti, jež by kandidovali v evropských a komunálních volbách. Kulja byl umístěn na 4. místo na kandidátní listinu strany TISZA pro eurovolby, ze které byl zvolen poslancem Evropského parlamentu s mandátem do roku 2029.

## Ocenění
- Pro Urbe Díj (2021)
- Korányi Frigyes Díj (2021)
- Tamás Éva Díj (2022)[3]